# NGC 1274
NGC 1274 é uma galáxia elíptica (E3) localizada na direcção da constelação de Perseus. Possui uma declinação de +41° 32' 58" e uma ascensão recta de 3 horas, 19 minutos e 40,6 segundos.
A galáxia NGC 1274 foi descoberta em 4 de Dezembro de 1875 por Lawrence Parsons.